# Lee Hendrie
Lee Andrew Hendrie (Birmingham, 18 maggio 1977) è un ex calciatore inglese, di ruolo centrocampista.

## Carriera

### Club
Ha giocato nella prima divisione inglese.

### Nazionale
Ha partecipato agli Europei Under-21 del 2000. Nel 1998 aveva invece precedentemente giocato la sua unica partita in carriera con la nazionale maggiore.

## Palmarès

### Club

#### Competizioni internazionali
- Coppa Intertoto UEFA: 1

Aston Villa: 2001